# Бодхисена
Бодхисена (санскр. बोधिसेन'; яп. 菩提僊那 бодайсэнна; там. போதிஸேன; 704 г. — 760 г.) — индийский буддийский монах, мастер японской школы Кэгон. Происходил из варны брахманов. Прибыл в Японию в поисках реинкарнации бодхисаттвы Манджушри. Бодхисену часто называли Барамон-содзё (яп. 婆羅門僧正 Брахман-настоятель). Известен проведением церемонии освящения статуи большого будды в Тодай-дзи.
Вторую половину своей жизни, которую Бодхисена провел в Японии, он посвятил развитию школы Кэгон и преподаванию санскрита. Проживал в храме Дайан-дзи.

### Смерть

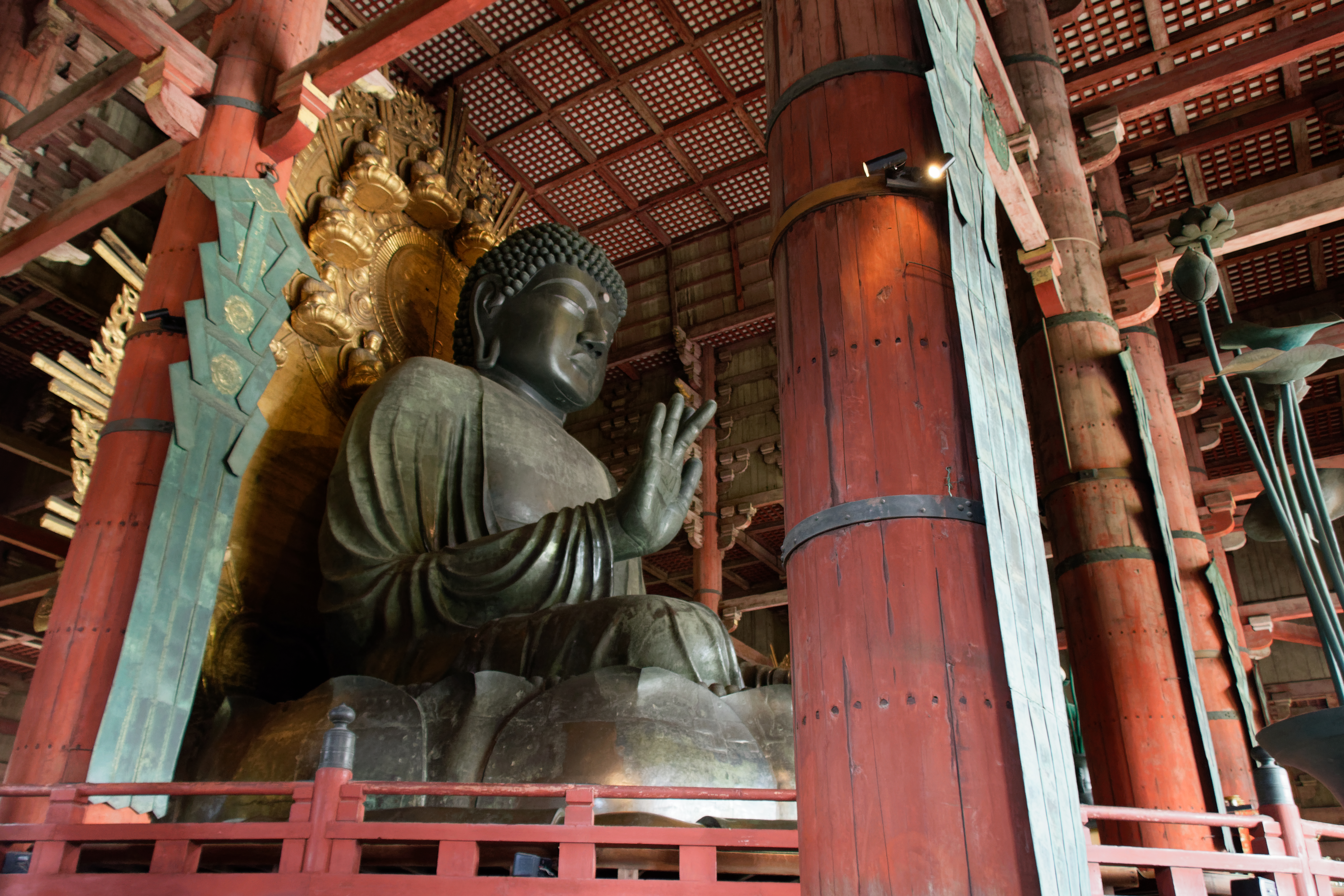
Большой будда в Тодай-дзи

## Наследие

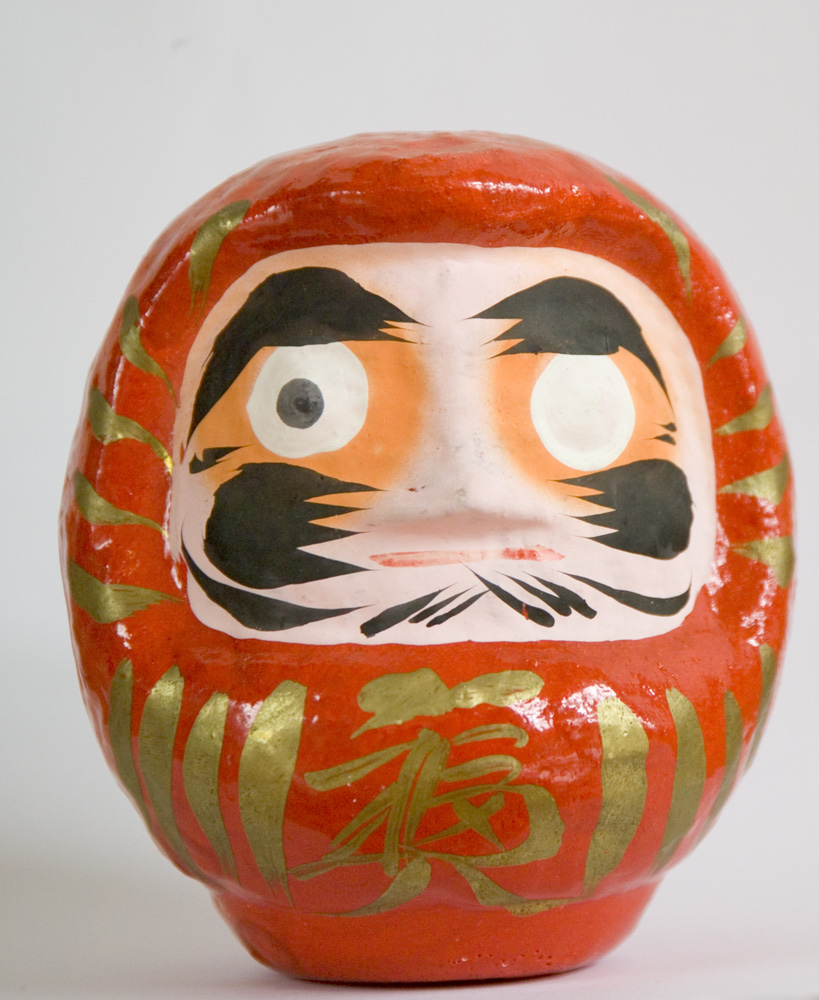
Дарума с одним подрисованным глазом